# هنري كلاي لويس
هنري كلاي لويس (بالإنجليزية: Henry Clay Lewis)‏ هو كاتب أمريكي، ولد في 1825 في تشارلستون في الولايات المتحدة، وتوفي في 1850.